# 기내 난동
기내 난동은 특히 비행 중에 승객과 항공기 승무원의 공격적이거나 폭력적인 행동이다. 기내 난동은 일반적으로 항공 여행과 관련된 생리적 또는 심리적 스트레스로 인해 발생할 수 있는 승객 또는 승무원의 행동과 승객 또는 승무원이 비행 중 항공기에서 무질서하거나 화를 내거나 폭력을 행사하는 경우를 모두 포함한다. 과도한 음주가 원인인 경우가 많다.
문제를 일으키는 사람을 내리기 위한 착륙은 일반적으로 신속하게 이루어질 수 없으며 승객에게 큰 지연을 초래한다. 그러나 대형 선박과 달리 범인을 격리된 공간에 도착할 때까지 붙잡아둘 수 있는 선내 공간이 부족하다. 따라서 기내 난동으로 인해 우회 또는 예정되지 않은 정지가 발생한다.
난동의 예로는 안전 규정을 따르지 않거나 비행 안전에 위협이 된다고 의심되는 방식으로 행동하는 것이 포함된다.
항공사 승객의 억제되지 않은 난동은 일반적으로 객실 내에서 공격적이거나 폭력적인 행동으로 표현되지만, 공중에서의 난동은 특히 범죄자가 항공기의 항법이나 비행 제어를 방해하기로 결정한 경우 심각한 영향을 미칠 수 있다. 일반적으로 이러한 승객은 테러 행위를 저지를 위험이 없지만, 9·11 테러 이후 테러에 대한 경각심이 높아짐에 따라 이러한 사건은 더욱 심각하게 다루어지고 있다.

## 같이 보기
- 법집행
- 국경경비대
- 경찰
- 폭동